# Victorio
Victorio (Black Range, Egyesült Államok, 1825. körül – Tres Castillos, Mexikó, 1880. október 14.) (eredeti nevén Bidu-ja, vagy Bedujat) a csirikava-apacsok csihenn ágának törzsfőnöke volt a mai Új-Mexikó területén. Húga és „jobbkeze” Lozen volt. 1862-ben csatlakozott Mangas Coloradashoz, akitől a halála után átvette csapatai vezetését és az apacs háborúk egyik kiemelkedő alakja lett. 1880-ban Mexikóban vesztette életét, a mexikói Joaquín Terrazas csapatai elleni harc során.

## Élete
Victorio, az apacs háborúk egyik törzsfőnöke, 1825 körül született, valószínűleg az új-mexikói Black Range környékén. A keleti csirikava-apacsok törzsében nevelkedett, akik Warm Springs-i, vagy mimbreño-apacsként is ismeretesek. Gyermekkoráról és ifjúságáról kevés ismerettel rendelkezünk. A 19. századi észak-mexikói legenda szerint részben mexikói származású volt, de ezt az állítást a történészek elvetették. Az 1850-es években Nanával és Geronimóval portyázott Mexikó északi részein. 1862-ben Victorio csatlakozott Mangas Coloradas csapataihoz. Ezt követően nemcsak mexikói portyákat vezettek, hanem a területükre egyre nagyobb számban beözönlő fehér telepeseket is megtámadták. Amikor 1863 januárjában Mangas béketárgyalásokat kezdeményezett az Egyesült Államok Hadseregével, fehér (tűzszüneti) zászló alatt indult a velük való találkozóra. Ennek ellenére Mangast az amerikaiak elfogták és 1863. január 18-án kivégezték.
Mangas 1863-ban bekövetkezett halála után Victorio lett a törzs vezetője és egy kb. 300 fős csapatot szervezett keleti csirikavákból és meszkalerókból az amerikaiak elleni ellenállás céljából. Az amerikai tisztek jó vezetőnek és taktikusnak tartották. 1869-ben csapataival az új-mexikói Fort Craig mellett ütötte fel a táborát, az új, Ojo Caliente mellett épülő rezervátum befejezésére várva. 1870-ben Victorio 500 mimbreno, mogollon és meszkalero társával együtt letelepedett az Ojo Caliente Rezervátumban, ami 15 mérföldre található a mai Monticellótól.
Az első időkben az apacsok elégedettek voltak, számuk 3000 fölé emelkedett. Azonban a kormány által biztosított szállítmányok nem voltak elegendőek a megélhetésükhöz, így nemsokára portyázásra kényszerültek. Rövid idő elteltével őket hibáztatták a környező területeken elkövetett összes fosztogatásért, amit tulajdonképpen a mexikói banditák követtek el. 1871-ben a hadsereg javasolta átszállításukat a Tularosa Valleybe. Itt 1872 áprilisában új rezervátumot létesítettek. Júniusra Victorio és kb. 450 apacs érkezett ide, de a többiek csatlakoztak az arizonai csirikavákhoz. 1874 nyarán a megmaradt apacsok visszatérhettek Ojo Caliente területére. 1877. április 20-áig viszonylag békések maradtak. A betelepülő fehérek nagy száma miatt azonban az amerikai kormány az arizonai San Carlos Rezervátumba rendelte őket. Victorio tiltakozott a megművelt, aratás előtt álló területek hátrahagyása ellen, de végrehajtotta az amerikaiak követelését. Cochise törzsfőnök fia, Taza pedig Arizonába vezette törzsét. Hivatalosan 1877 májusában zárták le az Ojo Caliente-i Rezervátumot.
San Carlosban embertelen körülmények vártak rájuk. Poinsenay, egy másik apacs vezető, mexikói területeken vezetett portyákat. Amikor sikereiről beszámolt Victoriónak, akkor ő Locóval és több száz apaccsal szintén megindult Mexikó felé. Ezt követően Victorio egy három éven keresztül tartó rablóportyába kezdett Mexikó, Texas és Új-Mexikó területén. Texasban főleg a Fort Davis és El Paso közötti területen portyázott, időnként pedig a déli irányban található Mexikóban. Texasban az Edward Hatch ezredes parancsnoksága alatt álló 9. amerikai lovasezred, illetve a Benjamin Grierson alezredes által irányított 10. lovasezred vette üldözőbe. Ez utóbbi Fort Conchoban, a mai San Angelo közelében állomásozott, de átirányították Fort Davisbe, a Victorio elleni végső hadjárat idejére. Megjegyzendő, hogy Hatch ezredes korábban levélben jelezte Philip Sheridan tábornoknak, hogy az apacsok éhezni fognak, ha nem hagyhatják el a rezervátumot vadászat céljából. Ez Sheridant hidegen hagyta. A hadsereg feladata lett volna az apacsok védelme is, mivel sokan sportból vadásztak rájuk. Egyesek pedig abból éltek, hogy indián skalpokat adtak el a mexikói kormánynak. A férfiak skalpjáért 50 dollárt, a nőkéért 25 és a gyermekekéért 10 dollárt fizettek.
Grierson alezredes első, Victorio felkutatására indított expedíciója során csapatait egy 1500 mérföldes eredménytelen hajszára vezette. Az amerikaiak szerint Victorio követte el az 1880 áprilisában bekövetkezett almai mészárlást, melyben fehér telepeseket raboltak ki és néhányat közülük megöltek. Grierson 1880. május 20-án visszatért Fort Conchoba, hogy katonáit pihentesse a kutatás folytatása előtt. Júliusban visszarendelték a Fort Davistől délre található területekre. A hadjárat során a Fort Quitmanban állomásozó csapatok segítették.
1880 nyarán Victorio többnyire a nyugat-texasi Quitman, Carrizo, és Guadalupe-hegységben ütött tábort. Amikor Benjamin Grierson tudomására jutott kora augusztusban, hogy Victorio észak felé indult a Rio Grande folyótól a Guadalupe-hegység irányába, akkor csapatait ide vezényelte. Úgy állította fel katonáit, hogy a hegység az indiánok és saját seregei között legyen. Azt remélte, hogy csapdába csalhatja őket Rattlesnake Springsnél. Grierson csapatai sikeresen felvették a harcot az apacsokkal a Sierra Diablo-hegységben és Rattlesnake Springsnél, ahonnan egy háromórás küzdelem után az indiánok nyugat felé menekültek, a Carrizo-hegység irányába és innen tovább Mexikóba. Grierson az ősz hátralévő részében sikertelenül próbált az apacsok nyomára bukkanni. Végül visszatért a Fort Conchoba. A Texasi Ranger Hadosztály időszakonként szintén részt vett a Victorio ellen indított hadjáratban.
James B. Gillett ranger jelentette, hogy George W. Baylor hadnaggyal, tizenkét rangerrel és kb. 100 civil személlyel kilovagolt Victorio felkutatása céljából és behatolt Mexikó területére 1880 szeptemberében. Gillett elmondása szerint a rangereket végül Joaquín Terrazas ezredes kiutasította Mexikóból. Terrazas ismert indiánvadász és egyben a Chihuahuai Állami Milícia parancsnoka volt, aki szintén Victorio nyomában volt. 1880 októberében Terrazas és önkéntesei a mexikói hegyvidékes területekre követték az apacsokat. Victorio gyakran használta menedéknek ezt a területet, ami Tres Castillos néven ismeretes. 1880. október 14-én (egyes források szerint 15-én) Terrazas és helyettese Juan Mata Ortiz bekerítette és lemészárolta Victoriót és harcosait. Csak nők és gyermekek élték túl az összecsapást. Ők az elkövetkező néhány évet Chihuahua Cityben töltötték fogságban.

## Jelentősebb események és harci tevékenységek
1879. szeptember 4., Ojo Caliente, Arizona
 Nem sokkal a San Carlos Rezervátumból való kitörése után Victorio és csapata lecsapott Hooker századosra és a 9. lovasezred „E” századára. Ennek során 46 lovat zsákmányoltak. Az összecsapás eredményeként 5 amerikai katona vesztette életét. Victorio elmenekült.
1879. szeptember 10.
 Ez alkalommal 9 telepes esett áldozatul Victorio támadásának. Egyéb apacs csoportok is csatlakoztak a harchoz. A 9. lovasezred összes százada a helyszínen tartózkodott apacs és navaho felderítőkkel, azonban mindig lépéshátrányban voltak.
1879. szeptember 16., Black Range-hegység, Új-Mexikó
 Victorio tőrbecsalta és megtámadta Dudley alezredest, Dawson százados „B” századát és Hooker „E” századát. Beyer százados és Hugo hadnagy „C” és „G” századai érkeztek a megmentésükre. Egynapos harc után megszűnt a küzdelem. 5 katona, 3 felderítő esett el és 32 ló pusztult el a csata során.
1879. november, Candelaria-hegység, Mexikó
 Victorio és harcosai rajtaütöttek 15 mexikói civilen, akik Carrizalt elhagyva marhatolvajok után kutattak. Az összecsapás során a mexikóiak életüket vesztették. Hasonló sorsra jutottak azok is, akiket később társaik keresésére küldtek. A mexikói kormány sürgönyben értesítette az amerikai hadsereg helyi parancsnokát, hogy Victoriot üldözik és ennek hatására várható a Texasba való visszatérése.
1880. január 9-étől májusig
 Morrow őrnagy, aki átvette a hadműveletek irányítását Új-Mexikó déli részén a 9. lovasezred katonáit számos alkalommal Victorio ellen küldte ebben az időszakban. A legtöbb esetben Victorio csapatai legyőzték a katonákat. Néha gyorsan véget értek a harcok, néha viszont napokig küzdöttek.
1880. május
 Sheridan tábornok Grierson ezredes 10. lovasezredét megbízza a Victorio elfogásában való segítségnyújtással. Grierson Mexikó helyett Texasban várta Victorio portyáit. Változtatott taktikáján is. Victorio üldözése helyett a kanyon átjárókban és itatóhelyeken helyezett el őrséget.
1880. május 12., Bass Canon, Fort Davistől nyugatra
 Nyolc meszkalero harcos megtámadott egy vasúti kocsit. Két telepes elhalálozott és kettő megsebesült. Carpenter százados a 10. lovasezredtől a „H” századdal a Rio Grande határáig üldözte őket. Meg volt róla győződve, hogy az indiánok Victoriohoz akartak visszatérni.
1880. július, Eagle Springs, Texas
 Henry Flipper hadnagy volt az első fekete tiszt az Egyesült Államok Hadseregében és a West Point Katonai Akadémián is. 98 mérföldet lovagolt 21 óra leforgása alatt, hogy Gillmore századost értesítse Victorio előőrsének megjelenéséről. Az információt továbbították Grierson ezredesnek, aki arra számított, hogy Victorio Eagle Springs felé veszi az irányt.
Katonái 68 mérföldet meneteltek 24 óra alatt, hogy megelőzzék Victoriot. Csalódásukra Victorio északnyugat felé fordult Rattlesnake Springs irányába. Aznap éjjel 60 mérföldet tettek meg, hogy ők is odaérjenek.
1880. augusztus 6., Rattlesnake Springs, Texas
 Viele százados átvette a 10. lovasezred „C” és „G” századának vezetését, miközben Victorio megérkezésére vártak. Délután ez be is következett. Victorio csapatai gyanútlanul közeledtek a kelepce felé. Másodpercekkel a tűzparancs kiadása előtt Victorio megérezte a veszélyt és megállította harcosait. Mikor a katonák elkezdtek tüzelni, az indiánok gyorsan lőtávolságon kívülre kerültek. Mivel szüksége volt a vízre és azt hitte, hogy kevés katonával áll szemben, Victorio támadásba lendült. Carpenter a „B” és „H” századokkal ellentámadásba ment át, átmenetileg megállítva az indiánok előrenyomulását. Időközben Victorio egy erősebb egysége lecsapott a hadsereg kocsijaira, melyek útban voltak Rattlesnake Springs felé. A kocsikat sikerült visszaverniük. Victorio harcosai ismételten megrohamozták a katonákat, hogy elérjék a vizet. Végül, mikor majdnem besötétedett egy utolsó kísérletet tettek. Ennek sikertelensége miatt Victorio elmenekült, a katonák pedig üldözőbe vették. Ezt követően nem került sor több összecsapásra. Addigra az összes hágót és vízlelőhelyet katonák lepték el.
1880. augusztus 9.
 Victorio ellátó táborát felfedezték. Őrei meghátráltak, 25 marhát, szárított marhahúst és sok egyéb állatot hátrahagyva.
1880. augusztus 11.
 Az amerikai katonák Carpenter és Nolon századosokkal rátaláltak Victoriora és a harcosaira. Üldözőbe vették őket. Ennek során Carpenter századának lovai kifáradtak, így Nolon csapatai egyedül folytatták a hajszát. Victorio csapatai átkeltek a Rio Grande folyón és eljutottak Mexikóba, mielőtt Nolon csapatai utolérték volna őket. Victorio ismét megmenekült. Nem sokkal ezt követően a mexikói kormány engedélyezte az amerikai csapatoknak, hogy Mexikó területére lépjenek. Közös céljuk az volt, hogy Victoriot élve vagy halva előkerítsék.
1880. október 4.
 A 10. lovasezred tíz századát Mexikóba vezényelték a Rio Grande folyóhoz, hogy megakadályozzák Victorio Texasba való visszatérését. A 10. lovasezred és Joaquín Terrazas ezredes csapatai rátaláltak Victorio búvóhelyére. Öt nappal később a mexikói kormány közölte az amerikai csapatokkal, hogy további jelenlétük Mexikóban szükségtelen. Az amerikaiak tiltakozva távoztak. Grierson ezredes engedélyt kért a visszatérésre, azonban ezt Sheridan megtagadta tőle.
1880. október 14., Tres Castillos-hegység, Mexikó
Terrazas ezredes és csapatai körbevették Victorio táborát és támadásba lendültek. Napfelkelte előtt eldőlt a csata sorsa. Victorio és 60 harcosa, valamint 18 nő és gyermek esett el a harcok során. 68 nőt és gyermeket hadifogságba vetettek.